# M37 (САУ)
105-мм самоходная гаубица M37 (англ. 105mm Howitzer Motor Carriage M37) — самоходная артиллерийская установка (САУ) США периода Второй мировой войны. Создана в 1944 году на базе лёгкого танка M24 «Чаффи». Имела аналогичную M7 «Прист» компоновку и предназначалась, в перспективе, для её замены. Производство M37 началось в 1945 году, однако из-за последовавшего вскоре окончания войны, оно было остановлено после выпуска 150 машин (сентябрь — 50, октябрь — 100). Во Второй мировой войне M37 принять участия не успела, но активно использовалась в Корейской войне, будучи снята с вооружения вскоре после её окончания.